# Свобода (газета на Тернопільщині)
Свобода плюс Тернопільщина — обласна незалежна громадсько-політична газета Тернопілля.

## Історія
Заснована 26 жовтня 1990 року як газета обласної ради «Відродження» (до 15 жовтня 1991 року), від 1 вересня 1995 — спільний друкований орган облради та ОДА.
Від 1 січня 2019 року незалежна громадсько-політична газета Тернопільщини.
Найбільший наклад — 120 тис. примірників (1994—2000 рр.). 2007 р. — майже 40 тис. примірників.

## Сучасність
Тижневий наклад близько 35 тисяч примірників — у середу та п'ятницю. Розповсюджується на Тернопіллі, є передплатники в інших регіонах України і навіть за кордоном.
Висвітлює події інститутів влади Тернопільської області, події, що відбуваються на теренах області в політиці, сільському господарстві, економіці, культурі, освіті, спорті, у правовій та соціальній сферах.
У газеті є постійні рубрики: «Акценти», «Життя», «Гніздечко», «Право», «Здоров'я», «Культура», «Спорт» та інші. Проводяться різні конкурси.

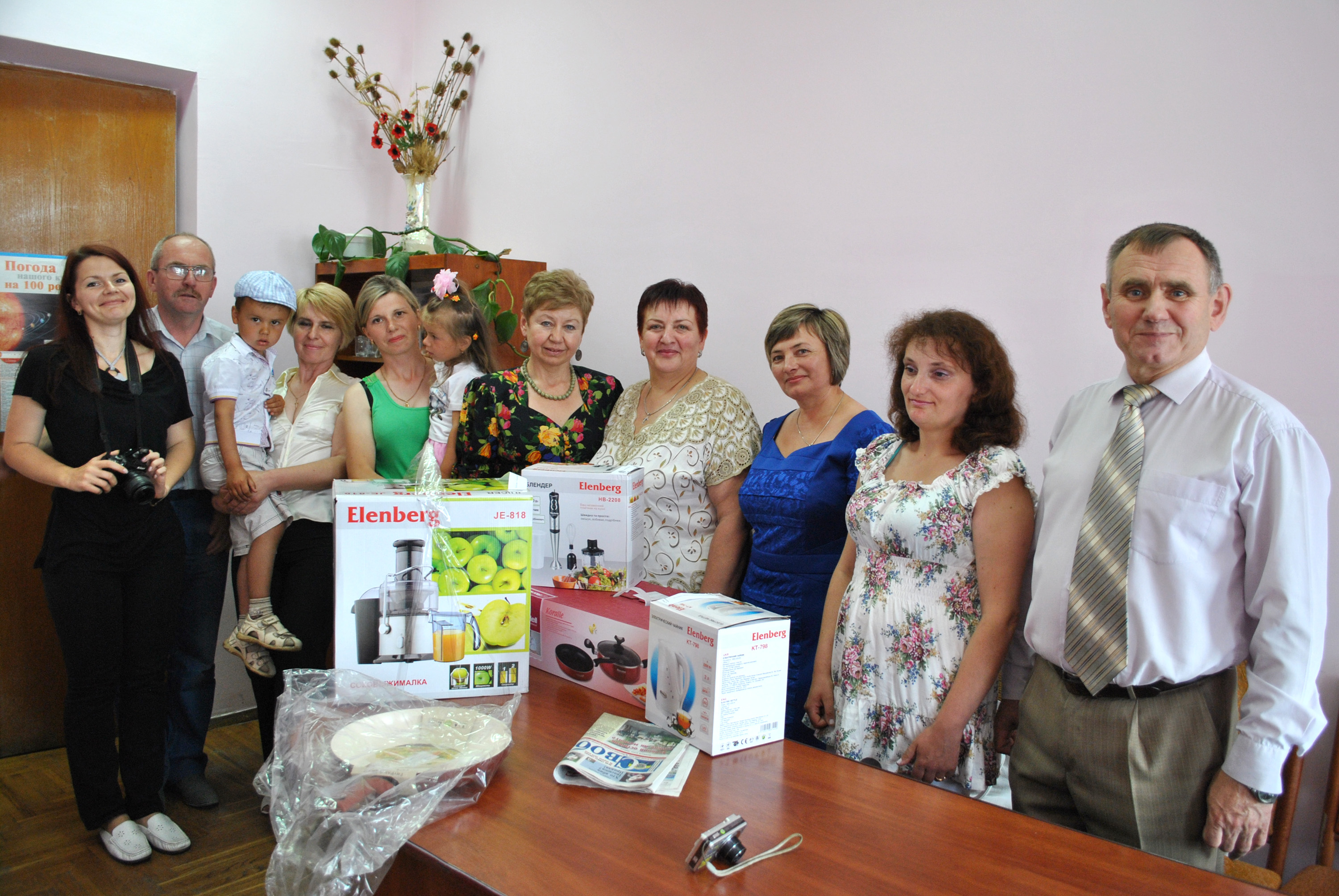
Вручення призів переможцям-читачам газети
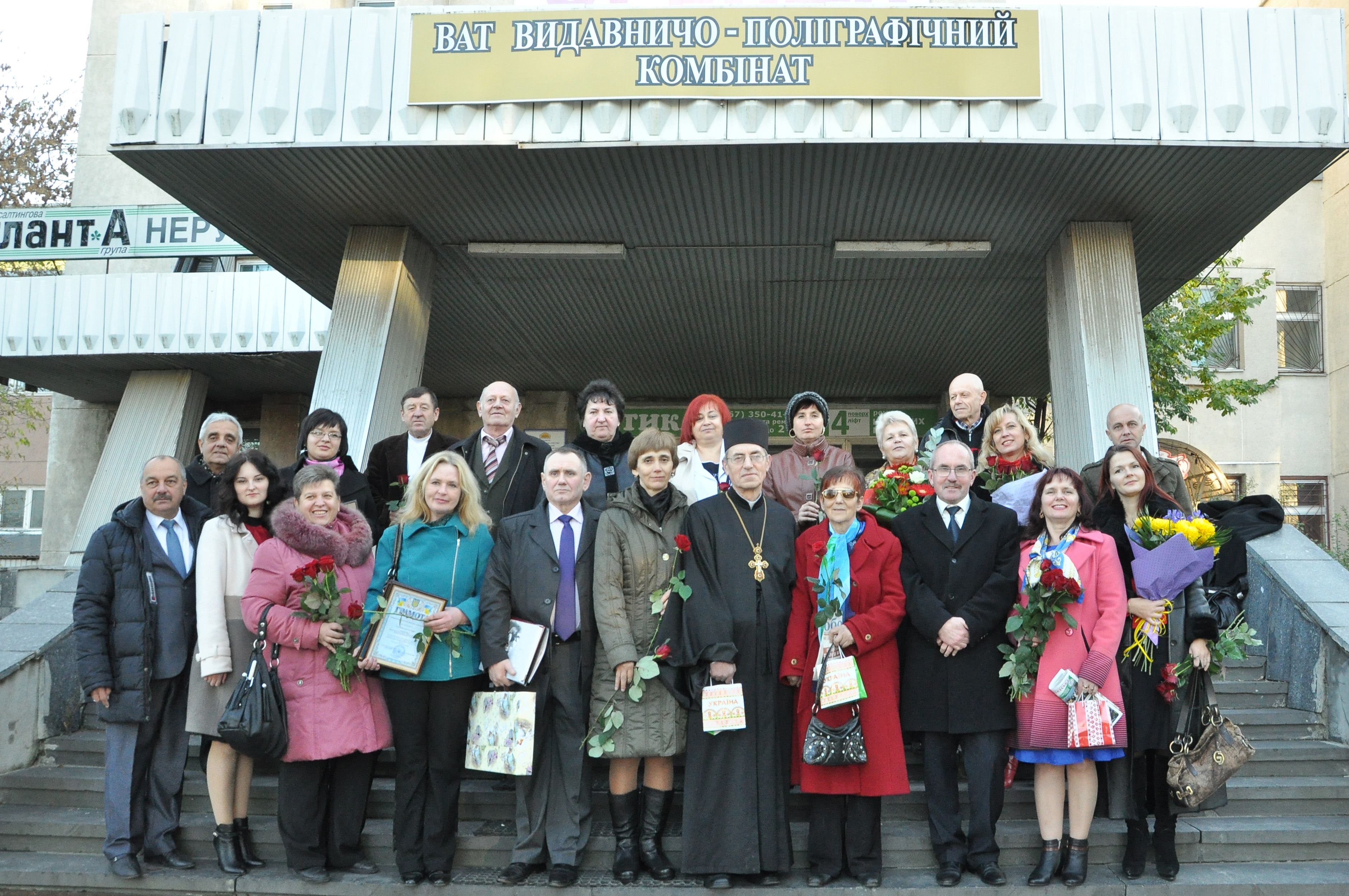
Колектив газети «Свобода» в день святкування 25-річчя (28.10.2015)

## Редактори
- Микола Вишневський (1990—1991),
- Степан Слюзар (1991—1995),
- Микола Ротман (1995—2005),
- Богдан Новосядлий (2005—2007),
- Зіна Кушнірук (2007—2013)
- Михайло Лисевич (в. о.[3]; 2013—2016),
- Віктор Уніят (2016—2023)[4],
- Тарас Савчук (від 24 листопада 2023)[4][5].